# 長野県立上田高等学校
もしかして
- 長野県上田高等学校

ではありませんか？